# Felicia Fox
Felicia Fox (Springfield, Ohio; 25 de mayo de 1974) es una ex actriz pornográfica estadounidense.

## Biografía
Nacida en la ciudad de Springfield (Ohio) en 1974, en el seno de una familia con ascendencia nativo americana, en concreto cherokee, e irlandesa, Fox se graduó en el Greenon High School, donde fue miembro de la National FFA Organization. Después trabajó como conductora de una carretilla elevadora, de controladora de carga para la compañía Emery Worldwide en el Aeropuerto Internacional de Dayton, trabajadora en los muelles, asistente sanitaria, técnico de manicuras y camarera.
Después de ver una mención en la revista Cheri sobre un concurso de chicas amateurs, Fox pidió a su novio que le tomara algunas fotos en topless en la playa para mandarlas a la revista. Su primera aparición llegó con la revista Hustler Beaver Hunt en julio de 1997. Un mes más tarde, tuvo lugar su primera sesión profesional para la revista Swank.
Fox trabajó intermitentemente como bailarina exótica desde 1992, bailando en diversos clubes a lo ancho del país. Su primera escena porno fue en el filme Mike South’s Confederate Cuties 4.
En 2013 puso su punto final como actriz, grabando hasta entonces un total de 138 películas.

## Premios y nominaciones
| Año  | Ceremonia        | Resultado | Premio                       | Trabajo          |
| ---- | ---------------- | --------- | ---------------------------- | ---------------- |
| 2003 | NightMoves Award | Ganadora  | Premio fan: Mejor bailarina  | —                |
| 2004 | Premios AVN      | Ganadora  | Mejor escena de sexo oral    | Heavy Handfuls 3 |
| 2004 | Premios XRCO     | Ganadora  | Orgasmic Oralist             | —                |
| 2005 | Premios AVN      | Nominada  | Mejor escena de masturbación | American Gunk    |